# Río de los Sauces (localidad)
Río de los Sauces es una localidad situada en el departamento Calamuchita, provincia de Córdoba, Argentina.
Se encuentra situada en el extremo sur departamental, a aprox. 200 km de la Ciudad de Córdoba.
Es una localidad netamente turística, debido a sus balnearios, su paisaje serrano, sus cámpines, y sus pictografías indígenas.
Otros atractivos turísticos son la iglesia del Señor de la Buena Muerte (cuya construcción se remonta a 1782), o el lugar llamado las Dos Cruces, que recuerda el paso de Ángel Vicente Chacho Peñaloza.

## Población
Cuenta con 1243 habitantes (Indec, 2022), lo que representa un descenso del 6% frente a los 1326 habitantes (Indec, 2010) del censo anterior.

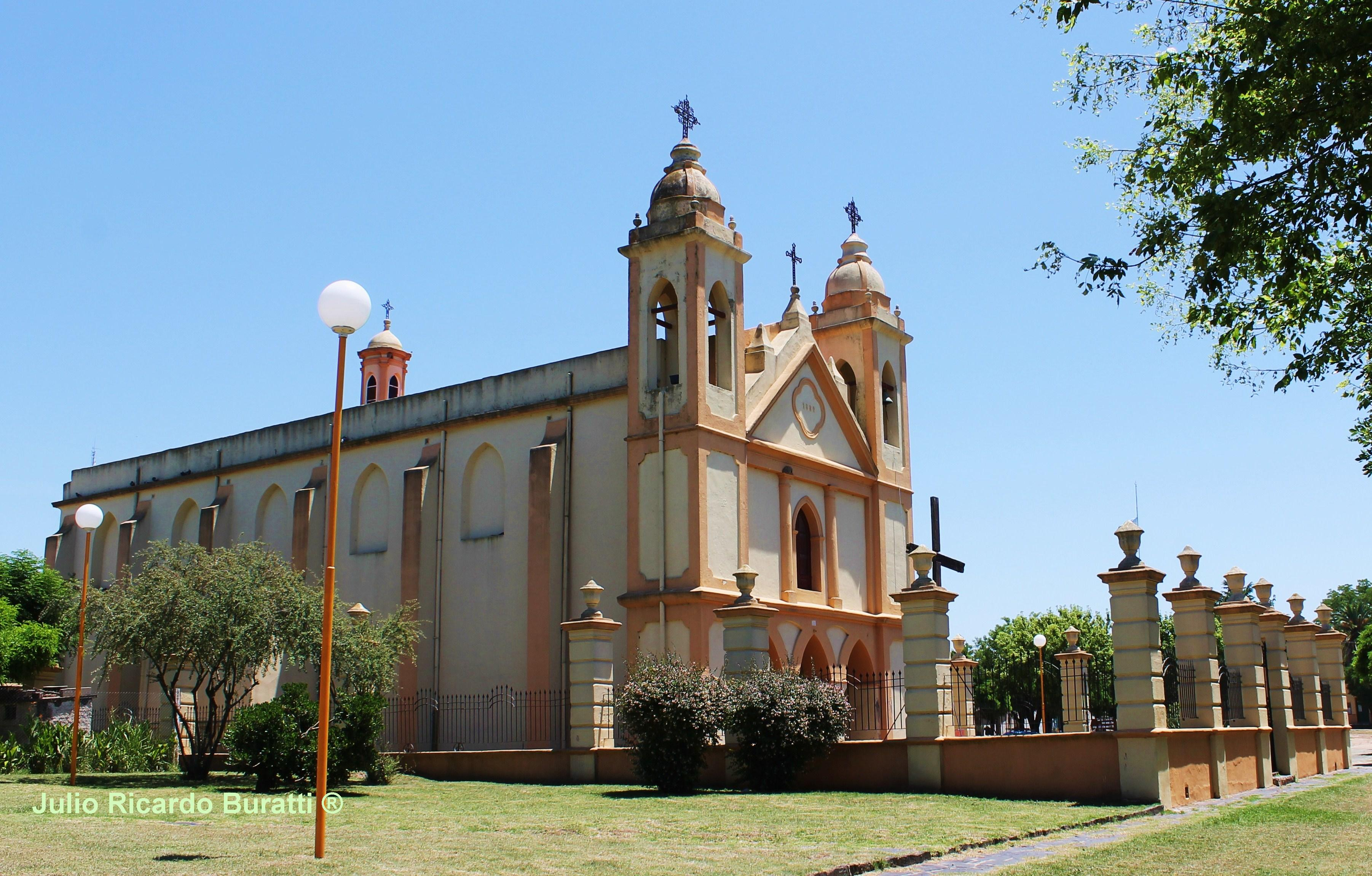
Iglesia Señor de la Buena Muerte, Río de los Sauces, Córdoba, Argentina.

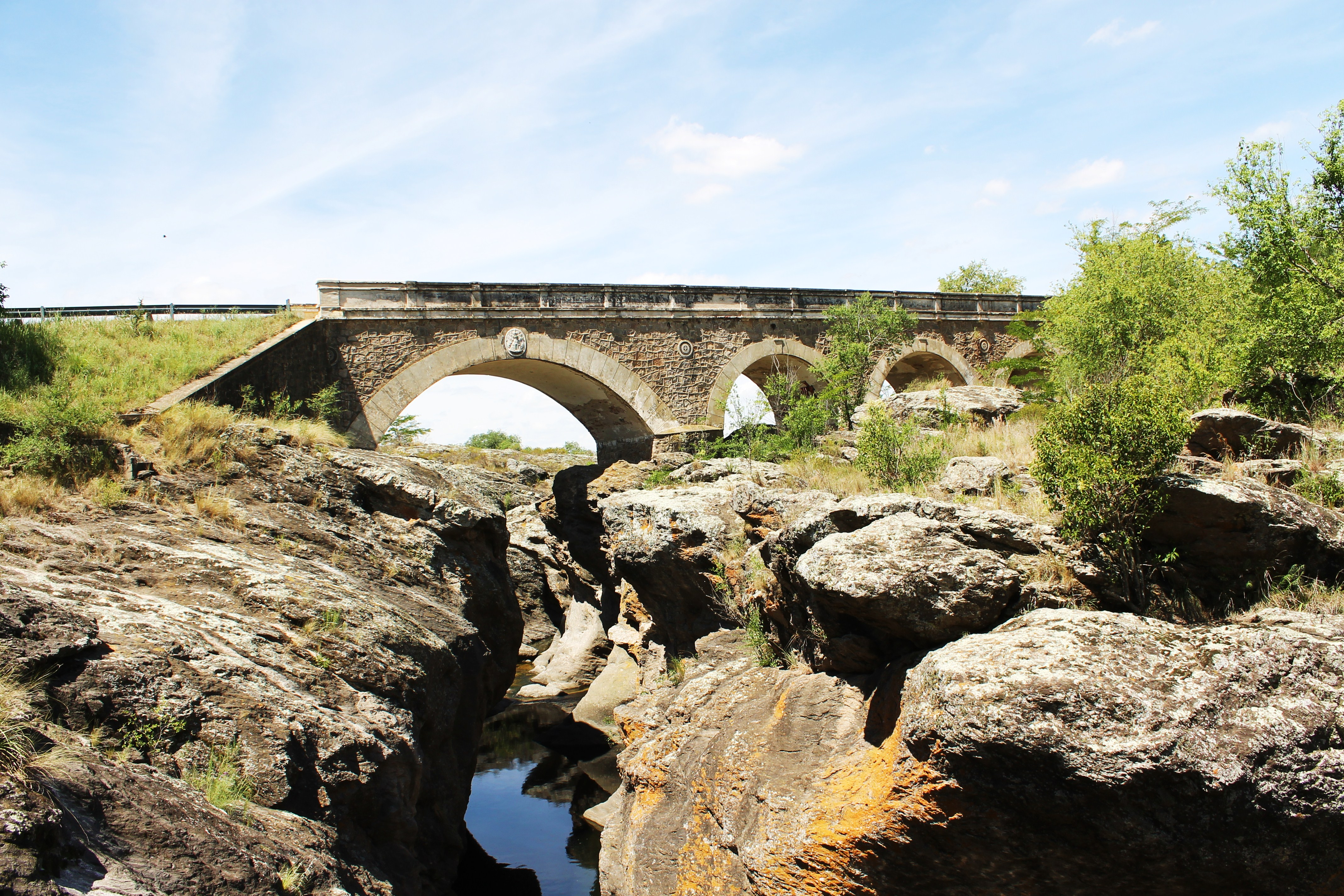
Puente Río de los Sauces

| Gráfica de evolución demográfica de Río de los Sauces entre 1991 y 2022 |
|                                                                         |
| Fuente: Censos nacionales del INDEC                                     |

## Sismicidad
La sismicidad de la región de Córdoba es frecuente y de intensidad baja, y un silencio sísmico de terremotos medios a graves cada 30 años en áreas aleatorias. Sus últimas expresiones se produjeron:
- 22 de septiembre de 1908 (116 años), a las 17.00 UTC-3, con 6,5 Richter, escala de Mercalli VII; ubicación 30°30′0″S 64°30′0″O / -30.50000, -64.50000; profundidad: 100 km; produjo daños en Deán Funes, Cruz del Eje y Soto, provincia de Córdoba, y en el sur de las provincias de Santiago del Estero, La Rioja y Catamarca[3]

- 16 de enero de 1947 (78 años), a las 2.37 UTC-3, con una magnitud aproximadamente de 5,5 en la escala de Richter (terremoto de Córdoba de 1947)[2]

- 28 de marzo de 1955 (70 años), a las 6.20 UTC-3 con 6,9 Richter: además de la gravedad física del fenómeno se unió el desconocimiento absoluto de la población a estos eventos recurrentes (terremoto de Villa Giardino de 1955)

- 7 de septiembre de 2004 (20 años), a las 8.53 UTC-3 con 4,1 Richter

- 25 de diciembre de 2009 (15 años), a las 21.42 UTC-3 con 4,0 Richter